# Thauvenay
Thauvenay est une commune française située dans le département du Cher, en région Centre-Val de Loire.
Située au pied de la colline de Sancerre, Thauvenay borde le canal latéral à la Loire. Ses vignobles sont situés dans l'aire d'appellation d'origine contrôlée de Sancerre.

## Géographie

### Climat
Pour des articles plus généraux, voir Climat du Centre-Val de Loire et Climat du Cher.
En 2010, le climat de la commune est de type climat océanique dégradé des plaines du Centre et du Nord, selon une étude du CNRS s'appuyant sur une série de données couvrant la période 1971-2000. En 2020, Météo-France publie une typologie des climats de la France métropolitaine dans laquelle la commune est exposée à un climat océanique altéré et est dans la région climatique  Centre et contreforts nord du Massif Central, caractérisée par un air sec en été et un bon ensoleillement. 
Pour la période 1971-2000, la température annuelle moyenne est de 11 °C, avec une amplitude thermique annuelle de 15,6 °C. Le cumul annuel moyen de précipitations est de 729 mm, avec 11,1 jours de précipitations en janvier et 7,4 jours en juillet. Pour la période 1991-2020, la température moyenne annuelle observée sur la station météorologique la plus proche, située sur la commune de Léré à 18 km à vol d'oiseau, est de 11,6 °C et le cumul annuel moyen de précipitations est de 710,5 mm,. Pour l'avenir, les paramètres climatiques de la commune estimés pour 2050 selon différents scénarios d'émission de gaz à effet de serre sont consultables sur un site dédié publié par Météo-France en novembre 2022.

## Urbanisme

### Typologie
Au 1er janvier 2024, Thauvenay est catégorisée commune rurale à habitat dispersé, selon la nouvelle grille communale de densité à 7 niveaux définie par l'Insee en 2022.
Elle est située hors unité urbaine. Par ailleurs la commune fait partie de l'aire d'attraction de Saint-Satur - Sancerre, dont elle est une commune de la couronne,. Cette aire, qui regroupe 14 communes, est catégorisée dans les aires de moins de 50 000 habitants,.

### Occupation des sols
L'occupation des sols de la commune, telle qu'elle ressort de la base de données européenne d’occupation biophysique des sols Corine Land Cover (CLC), est marquée par l'importance des territoires agricoles (70,6 % en 2018), en diminution par rapport à 1990 (71,4 %). La répartition détaillée en 2018 est la suivante : terres arables (43,9 %), forêts (22,2 %), cultures permanentes (14,7 %), prairies (8,8 %), zones urbanisées (4,8 %), zones agricoles hétérogènes (3,1 %), espaces ouverts, sans ou avec peu de végétation (2,3 %).
L'évolution de l'occupation des sols de la commune et de ses infrastructures peut être observée sur les différentes représentations cartographiques du territoire : la carte de Cassini (XVIIIe siècle), la carte d'état-major (1820-1866) et les cartes ou photos aériennes de l'IGN pour la période actuelle (1950 à aujourd'hui).

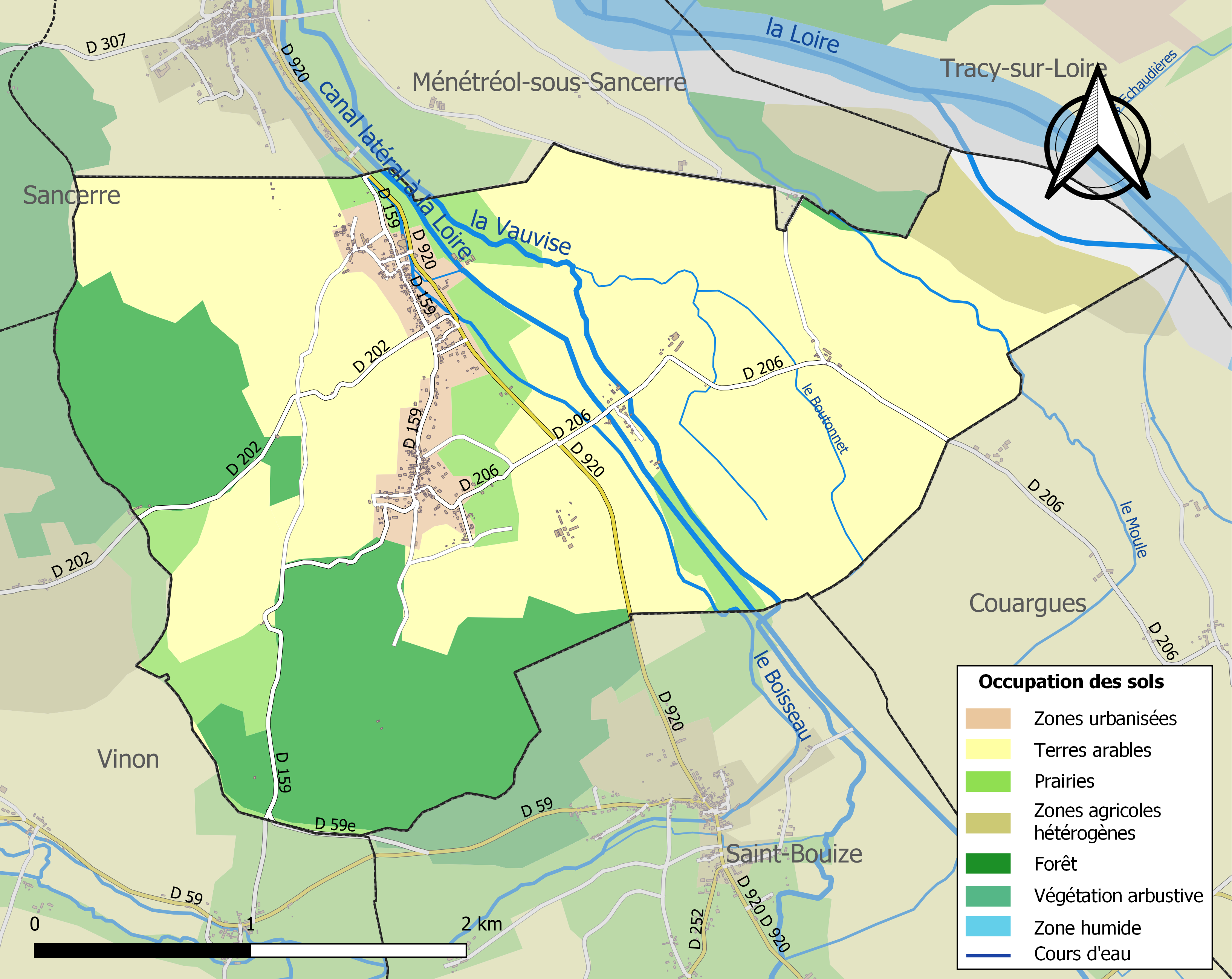
Carte des infrastructures et de l'occupation des sols de la commune en 2018 (CLC).

### Risques majeurs
Le territoire de la commune de Thauvenay est vulnérable à différents aléas naturels : météorologiques (tempête, orage, neige, grand froid, canicule ou sécheresse), inondations, mouvements de terrains et séisme (sismicité très faible). Un site publié par le BRGM permet d'évaluer simplement et rapidement les risques d'un bien localisé soit par son adresse soit par le numéro de sa parcelle.
Certaines parties du territoire communal sont susceptibles d’être affectées par le risque d’inondation par débordement de cours d'eau, notamment le canal latéral à la Loire, la Vauvise et le Boisseau. La commune a été reconnue en état de catastrophe naturelle au titre des dommages causés par les inondations et coulées de boue survenues en 1982, 1999, 2000, 2003, 2008 et 2016,.

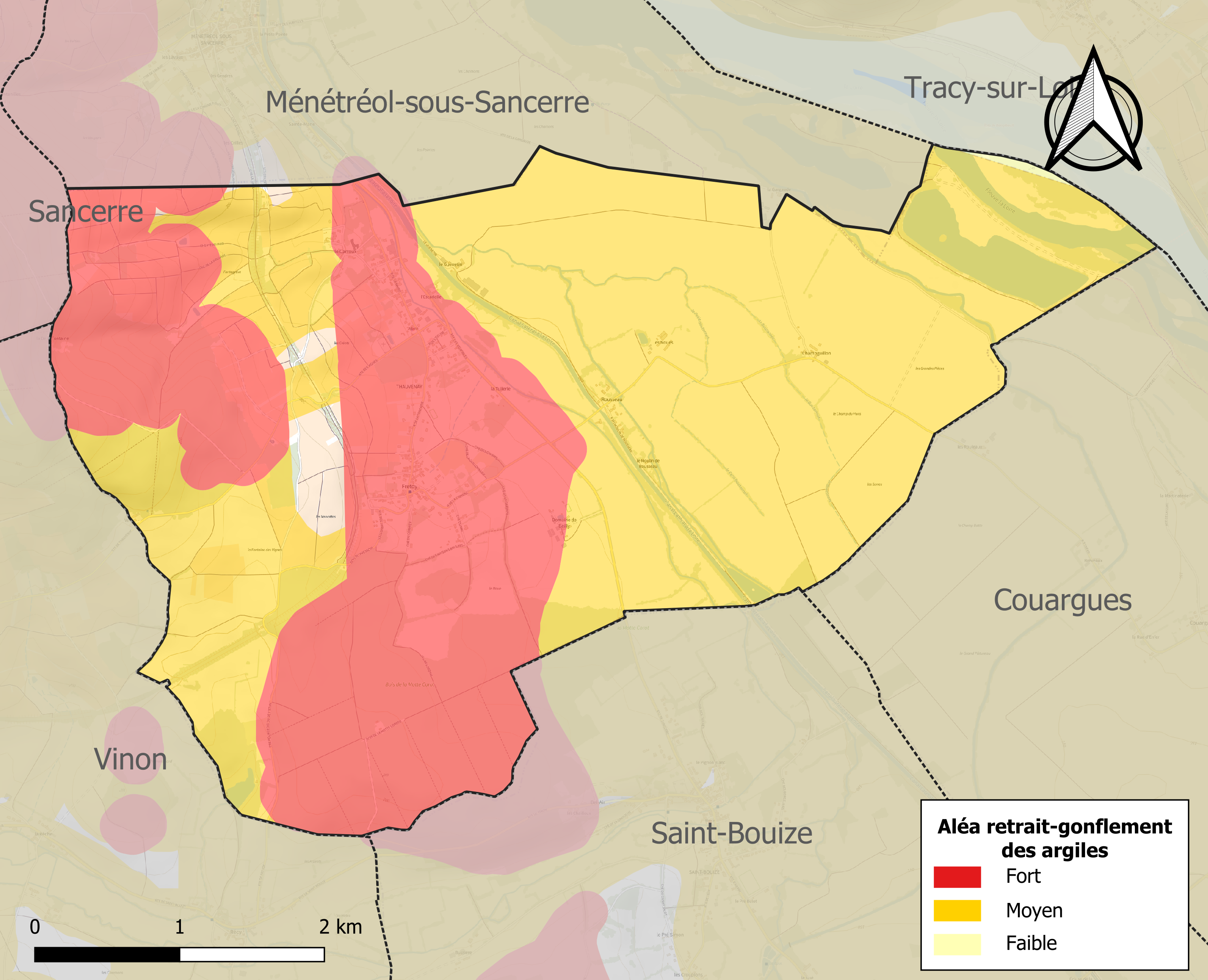
Carte des zones d'aléa retrait-gonflement des sols argileux de Thauvenay.

La commune est vulnérable au risque de mouvements de terrains constitué principalement du retrait-gonflement des sols argileux. Cet aléa est susceptible d'engendrer des dommages importants aux bâtiments en cas d’alternance de périodes de sécheresse et de pluie. 98,2 % de la superficie communale est en aléa moyen ou fort (90 % au niveau départemental et 48,5 % au niveau national). Sur les 233 bâtiments dénombrés sur la commune en 2019, 233 sont en aléa moyen ou fort, soit 100 %, à comparer aux 83 % au niveau départemental et 54 % au niveau national. Une cartographie de l'exposition du territoire national au retrait gonflement des sols argileux est disponible sur le site du BRGM,.
Concernant les mouvements de terrains, la commune a été reconnue en état de catastrophe naturelle au titre des dommages causés par la sécheresse en 2018, 2019 et 2020 et par des mouvements de terrain en 1999.

## Histoire
Le 25 juin 1944, le village a été martyrisé par l'armée allemande basée à Cosne et sentant la défaite venir. Des jeunes hommes sont d'abord capturés. Se rendant dans une maison, un soldat allemand est tué déclenchant l'ire des occupants qui abattent sauvagement des adultes et un enfant et mettent méthodiquement le feu au village avec du phosphore. Le maire ayant eu la présence d'esprit de prévenir la Kommandantur de Bourges, celle-ci donne l'ordre d'arrêter le massacre. Le bilan est lourd et aurait pu être bien pire : 7 morts, 3 blessés, 18 prisonniers dont 9 seront déportés, 23 habitations ont été incendiées.

## Politique et administration
| Période                                  | Période                    | Identité             | Étiquette | Qualité           |
| ---------------------------------------- | -------------------------- | -------------------- | --------- | ----------------- |
| Les données manquantes sont à compléter. |                            |                      |           |                   |
| 2006                                     | 2008                       | Serge Laloue         |           |                   |
| 2008                                     | 2020                       | Benoît de Choulot    | DVD       | Chef d'entreprise |
| 2020                                     | En cours (au 22 juin 2020) | Gabrielle Mattellini |           |                   |

## Démographie
L'évolution du nombre d'habitants est connue à travers les recensements de la population effectués dans la commune depuis 1793. Pour les communes de moins de 10 000 habitants, une enquête de recensement portant sur toute la population est réalisée tous les cinq ans, les populations de référence des années intermédiaires étant quant à elles estimées par interpolation ou extrapolation. Pour la commune, le premier recensement exhaustif entrant dans le cadre du nouveau dispositif a été réalisé en 2008.

En 2022, la commune comptait 319 habitants, en évolution de −4,78 % par rapport à 2016 (Cher : −2,48 %, France hors Mayotte : +2,11 %).
| 1793 | 1800 | 1806 | 1821 | 1831 | 1836 | 1841 | 1846 | 1851 |
| ---- | ---- | ---- | ---- | ---- | ---- | ---- | ---- | ---- |
| 421  | 396  | 354  | 406  | 418  | 490  | 521  | 504  | 503  |

| 1856 | 1861 | 1866 | 1872 | 1876 | 1881 | 1886 | 1891 | 1896 |
| ---- | ---- | ---- | ---- | ---- | ---- | ---- | ---- | ---- |
| 507  | 536  | 566  | 537  | 566  | 583  | 606  | 711  | 600  |

| 1901 | 1906 | 1911 | 1921 | 1926 | 1931 | 1936 | 1946 | 1954 |
| ---- | ---- | ---- | ---- | ---- | ---- | ---- | ---- | ---- |
| 560  | 516  | 515  | 434  | 438  | 403  | 369  | 347  | 306  |

| 1962 | 1968 | 1975 | 1982 | 1990 | 1999 | 2006 | 2008 | 2013 |
| ---- | ---- | ---- | ---- | ---- | ---- | ---- | ---- | ---- |
| 260  | 255  | 293  | 274  | 295  | 302  | 337  | 347  | 344  |

| 2018 | 2022 | - | - | - | - | - | - | - |
| ---- | ---- | - | - | - | - | - | - | - |
| 329  | 319  | - | - | - | - | - | - | - |

## Culture locale et patrimoine

### Lieux et monuments
- Le château.
- La chapelle romane datant du XIIe siècle.
- Un ancien lavoir.